# Rennweg, Rennweg am Katschberg
Rennweg je naselje v Občini Rennweg am Katschberg v Okraju Špital ob Dravi  na Koroškem v Avstriji.